# Quambatook
Quambatook – miasto w Australii, w stanie Wiktoria.